# U-Boot-Abwehrschule
Die U-Boot-Abwehrschule (UAS, U-AS) war eine vom 1. Oktober 1933 bis zum Ende des Zweiten Weltkriegs bestehende Ausbildungseinrichtung der deutschen Reichsmarine bzw. Kriegsmarine.

## Vorgeschichte
Obwohl das Deutsche Reich gemäß den Bedingungen des Vertrags von Versailles keine U-Boote besitzen durfte, begannen schon 1922 die Vorbereitungen zur Entwicklung einer neuen deutschen U-Boot-Waffe, als der sogenannte „Ruhrfonds“ der deutschen Waffenindustrie mit Zustimmung der Marineführung das Ingenieurbüro Ingenieurskantoor voor Scheepsbouw (IvS) in Den Haag in den Niederlanden einrichtete, um dort Pläne für neue U-Boot-Technologien zu entwickeln und international zu verkaufen. Das IvS entwickelte nach Spanien, Finnland und in die Türkei verkaufte Entwürfe, darunter auch einen Vorläufer der U-Boot-Klasse II, das in Turku gebaute und am 30. April 1934 in Dienst gestellte finnische U-Boot Vesikko. Schon bald nach der Machtergreifung Hitlers und der NSDAP begann auch die Planung für ein geheimes Bauprogramm mit zunächst sechs 250-Tonnen-Booten der U-Boot-Klasse II A und zwei Booten der U-Boot-Klasse I A auf deutschen Werften. 

## Geschichte

### U-Boot-Abwehrschule
Um das Stammpersonal an Offizieren und Unteroffizieren für diese ersten deutschen Boote theoretisch auszubilden, wurde am 1. Oktober 1933 in Kiel-Wik unter dem Tarnnamen „U-Boot-Abwehrschule“ (UAS) eine entsprechende Einrichtung geschaffen. Sie unterstand der Inspektion des Torpedowesens (Torpedoinspektion). Eine Ausbildung bzgl. der eigentlichen U-Boot-Abwehr erfolgte nicht.
Die in Wik heimlich ausgebildeten Männer reisten im Frühjahr 1934 nach Turku, wo sie gemeinsam mit finnischen Soldaten auf der Vesikko geschult wurden und deren Probefahrten durchführten.

### U-Bootschule
Die Schule wurde am 21. Mai 1935, als Geheimhaltung keine Rolle mehr spielte, in U-Bootschule umbenannt.

### U-Boot-Abwehrschule

#### Neustadt
Im September 1939 wurde die U-Bootschule selbst geteilt: in die U-Bootschule unter Fregattenkapitän Hans Ibbeken als erster Kommandeur der neuen Dienststelle und die U-Boot-Abwehrschule. Die U-Boot-Abwehrschule blieb bei der Torpedoinspektion, unterstand hinfort truppendienstlich jedoch dem jeweiligen Küstenbefehlshaber.

#### Gotenhafen
Die Schule wurde im November 1939 nach Gotenhafen im besetzten Polen verlegt.

#### Hatvik
Am 15. Juli 1943 wurde die Schule von Gotenhafen nach Norwegen verlegt, mit der Kommandantur in Bergen und dem inzwischen mehrheitlich aus erbeuteten Feindbooten bestehenden Schulverband für die operative Schulung im etwa 30 km südlich gelegenen Hatvik. Dort blieb sie bis zur Kapitulation im Mai 1945. Ab November 1944 war die Schule der neu eingerichteten Dienststelle des Befehlshabers der Sicherungsstreitkräfte unterstellt. 
Die Bucht von Hatvik (60° 12′ 33″ N, 5° 32′ 25″ O), am Westufer des Fusafjords, wurde Stützpunkt der insgesamt sieben U-Jäger der Schule und der erbeuteten U-Boote U D2, U D3, U D5 (ehemals Niederlande), U F2 (ehemals Frankreich) und U C2 (ehemals Norwegen), die bei der Schulung im Aufspüren und Bekämpfen feindlicher U-Boote benutzt wurden. Später kamen auch die Boote U 298 und U 1052 (beide U-Boot-Klasse VII) als Schulboote hinzu, auf denen U-Boot-Besatzungen in Eigenschutzmaßnahmen geschult wurden.
Der Stützpunkt Hatvik bestand lediglich aus einem mehreren hundert Meter langen Schwimmsteg und ein paar Holzhäusern. Der Zugang zur Bucht war durch Minen, zwei Geschütze auf der Landzunge Hatviksneset und wohl auch einige Flak gesichert, war teilweise unter Tarnnetzen versteckt und wurde nachts durch eine Netzsperre verschlossen.
Der Stützpunkt wurde nach der Kapitulation der deutschen Streitkräfte in Norwegen im Mai 1945 von der Royal Navy besetzt.

## Kommandeure
| Von                | Bis                | Dienstgrad           | Name                       |
| ------------------ | ------------------ | -------------------- | -------------------------- |
| Oktober 1933       | 17. September 1937 | KKpt/FKpt            | Kurt Slevogt               |
| 25. September 1939 | 31. Oktober 1942   | FKpt/KzS             | Dr. Eberhard Schmidt       |
| 1. November 1942   | 28. Januar 1943    | FKpt                 | Julius Waller (m.W.d.G.b.) |
| 29. Januar 1943    | Kriegsende         | FKpt d. R./KzS d. R. | Günther von Selchow        |